# Ojika
Ojika (japanska: 小値賀町?, Ojika-chō) är en landskommun (köping) i Nagasaki prefektur i Japan. 
Kommunen består av en ögrupp i den norra delen av Gotōöarna. Den har sex bebodda öar och ett antal obebodda öar.
De bebodda öarna är:
- Ojikajima (12,2 km²) - huvudö med större delen av kommunens befolkning
- Madarajima (1,6 km²) - har broförbindelse med Ojikajima
- Kuroshima (0,2 km²) - har broförbindelse med Ojikajima
- Ōshima (0,7 km²)
- Nōshima (0,7 km²)
- Mushima (0,7 km²)

Nozakijima (7,4 km²) är obebodd, men vid mitten av 1950-talet bodde där mer än 650 personer.
Kommunen hade 1960 över 10 000 invånare, men invånarantalet har stadigt minskat sedan dess.